# Vivette Girault
Pour les articles homonymes, voir Girault.
Vivette Girault (née en 1943) est une mathématicienne française, dont l'expertise de recherche réside dans l'analyse numérique, les méthodes d'éléments finis et la mécanique des fluides numérique. Elle a été affiliée à l'Université Pierre-et-Marie-Curie.

## Formation et carrière
Girault, qui est née à Nice, en France, et a fréquenté l'école secondaire à Caracas, au Venezuela, a obtenu son baccalauréat de l'université McGill à Montréal, au Canada. Après ses études de premier cycle, Girault revient en France pour étudier l'analyse numérique. Elle intègre la faculté de mathématiques appliquées de l'Université Pierre-et-Marie-Curie (UPMC) et aujourd'hui Sorbonne Université. Girault a été nommée professeure émérite à l'Université de la Sorbonne, CNRS, Laboratoire Jacques-Louis-Lions à Paris.
Girault a siégé au comité de rédaction de la revue « Mathematics of Computation » de l'American Mathematical Society de 2006 à 2017.

## Prix et distinctions
Girault a été sélectionnée par l'Association for Women in Mathematics (AWM) et la Society for Industrial and Applied Mathematics (SIAM) pour être la conférencière AWM-SIAM Sonia Kovalevskaïa 2021. Elle prononce la conférence « From linear poroelasticity to nonlinear implicit elastic and related models » et reçoit le prix qui l'accompagne lors de la réunion annuelle du SIAM à Spokane, Washington en juillet 2021.

## Publications
- Vivette Girault et Pierre-Arnaud Raviart, Finite element approximation of the Navier-Stokes equations, vol. 749, Berlin-New York, Springer-Verlag, coll. « Lecture Notes in Mathematics », 1979, 200 p. (ISBN 3-540-09557-8, DOI 10.1007/BFb0063447, MR 0548867, lire en ligne)[5]
- Vivette Girault et Pierre-Arnaud Raviart, Finite element methods for Naiver-Stokes equations. Theory and algorithms, Berlin, Springer-Verlag, coll. « Springer Series in Computational Mathematics », 1986, 374 p. (ISBN 3-540-15796-4, DOI 10.1007/978-3-642-61623-5, MR 0851383, lire en ligne)[6]
- Doïna Cioranescu, Vivette Girault et Kumbakonam Ramamani Rajagopal, Mechanics and mathematics of fluids of the differential type, vol. 35, Switzerland, Springer, Cham, coll. « Advances in Mechanics and Mathematics », 2016, 394 p. (ISBN 978-3-319-39329-2, DOI 10.1007/978-3-319-39330-8, MR 3525798, lire en ligne)[7].